# Бар-Лев, Хаим
Хаим Бар-Лев (16 ноября 1924, Вена — 7 мая 1994, Тель-Авив) — израильский военный и государственный деятель, генерал-лейтенант, восьмой начальник Генерального штаба Армии обороны Израиля.

## Военный деятель
В 1939 году приехал в Палестину из Загреба. В 1942 году окончил сельскохозяйственную школу. В 1942—1948 годах — член элитного боевого подразделения организации Пальмах, во время конфликта с британскими властями руководил операцией по взрыву моста Алленби на реке Иордан. Во время Войны за Независимость Бар-Лев командовал 8-м батальоном Негевской бригады, затем являлся командиром механизированного батальона, а в конце войны был офицером оперативного отдела штаба бригады.
Окончил военную академию в Англии (1956 год). Командовал бронетанковыми войсками израильской армии (1957—1961 годы). Изучал экономику и административные науки в Колумбийском университете (1961—1964). В 1964 году назначен начальником отдела генерального штаба. Накануне Шестидневной войны Бар-Лев был заместителем начальника генерального штаба, с 1968 года по 1972 год — начальник генерального штаба Армии обороны Израиля.

## Линия Бар-Лева
После арабо-израильской войны 1967 года под его руководством на Синайском полуострове была создана «линия Бар-Лева», состоявшая из двух полос укреплений. Первая, находившаяся на восточном берегу Суэцкого канала, представляла собой насыпной песчаный вал высотой 8-20 м; в промежутках были оборудованы опорные пункты, рассчитанные на 30-40 человек, на вооружении которых, помимо штатного оружия, находились крупнокалиберные пулемёты, гранатомёты, миномёты и противотанковые орудия. В промежутках между опорными пунктами были установлены проволочные заграждения и минные поля. Вторая полоса укреплений проходила на удалении 30-45 км от канала и представляла собой долговременные инженерные сооружения в стратегически важных местах, предназначенные для оперативных резервов.
Вопрос о целесообразности строительства «Линии Бар-Лева» вызвал дискуссию в израильском военном руководстве. Генерал Ариэль Шарон считал, что в условиях современной войны такие высокозатратные укрепленные сооружения носят уязвимый характер и не обеспечивают эффективной защиты (по аналогии с известной «линией Мажино», которая была прорвана немецкими войсками в 1940 году). Его аргументы не были приняты во внимание, но нашли подтверждение во время Войны Судного дня (1973 год), когда «линия Бар-Лева» была быстро прорвана египетскими вооружёнными силами.

## Политический деятель
С 1972 года по 1977 год — министр торговли и промышленности Израиля. Во время войны Судного дня был специальным советником при начальнике Генштаба. С 1984 года по 1990 год — министр полиции в правительстве национального единства. В 1992 году был назначен чрезвычайным и полномочным послом Израиля в Москве, где исполнял эти обязанности до 1994 года.